# デヴィッド・シェフ
デヴィッド・シェフ（David Sheff、1955年12月23日 - ）は、アメリカ合衆国の著述家である。『ビューティフル・ボーイ』、『ゲーム・オーバー』などの著書で知られる。

## 若年期と教育
シェフはマサチューセッツ州ボストンで生まれた。ロシア系ユダヤ人の家系である。カリフォルニア大学バークレー校を卒業した。

## キャリア
シェフはジャーナリストとして、『ニューヨーク・タイムズ』、『ローリング・ストーン』、『プレイボーイ』、『ワイアード』、『フォーチュン』などに寄稿している。これまでに多数の著名人のインタビューをしており、その中にはジョン・レノン、フランク・ザッパ、スティーブ・ジョブズ、艾未未、キース・ヘリング、デイヴィッド・ホックニー、ジャック・ニコルソン、セオドア・ブリュースター・テイラー、カール・セーガン、ベティ・フリーダン、バーニー・フランク、ファリード・ザカリアなどがいる。
シェフの著書には、『ビューティフル・ボーイ』(Beautiful Boy: A Father's Journey Through His Son's Addiction)、"Clean: Overcoming Addiction and Ending America's Greatest Tragedy"、『ゲーム・オーバー』(Game Over)、"The Buddhist on Death Row"、"China Dawn"、『ジョン・レノン&オノ・ヨーコ プレイボーイ・インタヴュー』(All We Are Saying: The Last Interview with John Lennon and Yoko Ono)がある。『ニュー・ウェスト』(New West)、『カリフォルニア』(California)などの雑誌の編集者も務めている。
2008年に刊行された『ビューティフル・ボーイ』は、『ニューヨーク・タイムズ・マガジン』に掲載されたシェフの記事"My Addicted Son"（私の依存症の息子）を元にした作品で、薬物依存になり、そこから回復した自身の息子ニックについて書いたノンフィクションである。2019年1月には、ニックとの共著による"High: Everything You Want to Know About Drugs, Alcohol, and Addiction"を刊行した。これは、ミドルスクールの生徒向けに薬物やアルコールの依存症についての情報を提供するものである。2019年には、薬物使用障害に対する質の高い、根拠に基づいた治療を、必要とする人が受けられるようにし、依存症医学の研究を支援するための慈善団体、ビューティフル・ボーイ財団を設立した。
2009年、『タイム』誌の「タイム100」および「世界で最も影響力のある人物」に選ばれた。

## 私生活
ヴィッキーと1978年に結婚し、息子のニック(Nic)が生まれたが離婚して、ニックはデヴィッドが引き取った。その後、アーティスト、イラストレーター、児童書作家のカレン・バーバー(Karen Barbour)と結婚した。カレンとの間にはジャスパー(Jasper)、デイジー(Daisy)の2人の子供がいる。シェフは北カリフォルニアに居住している。
ニック・シェフは、テレビや映画の脚本家であり、薬物中毒に陥っていた時期のことが父の著書『ビューティフル・ボーイ』で描かれたほか、自身でも回顧録"Tweak: Growing Up on Methamphetamines"を執筆している。
ジャスパー・シェフは、リル・ナズ・X、エルトン・ジョン、ホールジー、XXXテンタシオンなどと楽曲を共同で制作するミュージシャンで、グラミー賞にノミネートされたことがある。
デイジー・シェフはアーティストで、ホワイトコラム・ギャラリー、ラティオ3、クリアリング・ギャラリー、グリム・ギャラリーなどで絵画が展示されている。

## 大衆文化において
2018年、シェフの著書『ビューティフル・ボーイ』が映画化された。監督はフェリックス・ヴァン・フルーニンゲンで、デヴィッドをスティーヴ・カレル、息子ニックをティモシー・シャラメ、妻カレンをモーラ・ティアニー、ニックの母のヴィッキーをエイミー・ライアンが演じた。